# Ambilimbus arcuscelestis
Ambilimbus arcuscelestis is een eenoogkreeftjessoort uit de familie van de Erebonasteridae. De wetenschappelijke naam van de soort is voor het eerst geldig gepubliceerd in 2005 door Ivanenko, Defaye & Huys.